# 산들도서관
산들도서관은 전북특별자치도 군산시에 있는 공립 도서관이다.

## 연혁
- 2020년 8월 1일 시범운영.
- 2020년 10월 6일 개관.